# 塔爾塔喬克
50°17′16″N 28°17′13″E / 50.28778°N 28.28694°E
塔爾塔喬克（烏克蘭語：Тартачок），是烏克蘭北部的村落，隸屬日托米爾州日托米爾區，面積0.33平方公里，海拔高度236米，2001年人口13，人口密度每平方公里39.39人。